# Eugene Beauharnais Cook
Eugene Beauharnais Cook (* 19. Mai 1830 in New York City; † 19. März 1915 in Hoboken (New Jersey)) war ein US-amerikanischer Schachkomponist.

## Leben
Cook wurde in der Pine Street nahe dem heutigen Equitable Building geboren. Sein Vater war General, während seine Mutter als Übersetzerin und Literatin arbeitete. In Bordentown in New Jersey erhielt Cook Privatunterricht, bis er mit 16 Jahren auf das Princeton College ging, wo er als Klassenbester hervortrat. Er interessierte sich während dieser Zeit besonders für mathematische Rätsel.
Nach geistiger Überanstrengung musste Cook das College verlassen und blieb lange invalide und krank. 1854 zog er mit seinen Eltern nach Hoboken, wo sich sein Gesundheitszustand verbesserte. In diesem Zeitraum begann er, sich mit Schach zu beschäftigen, welches er bereits im Alter von elf Jahren von seiner Mutter beigebracht bekommen hatte. Cook wurde bald einer der besten Spieler der Stadt, konnte jedoch durch seine schlechte Konstitution kein Meisterspieler werden. Stattdessen beschäftigte er sich mit Schachproblemen und wurde von Howard Staunton als wertvollster Kompositionsautor für die Chess Player’s Chronicle angesehen.
General Cook, Eugene Beauharnais Cooks Vater, verstarb 1864 und hinterließ nur geringe finanzielle Mittel. Cook studierte erneut und erhielt 1868 den Grad Master of Arts vom Princeton.
Er war auch Vorsitzender der Komitees für Eiskunstlauf. 1864 bündelte er die ersten 25 Regeln im Eiskunstlauf zu einer Wettlaufordnung.
In den 1880er Jahren war Cook als Bergsteiger und Wanderer aktiv. In seinem Bücherbestand fand sich eine der größten Sammlungen an Schachbüchern und -zeitschriften der Vereinigten Staaten.

## Schachkomposition
Cook verfasste bis 1897, als ein Artikel über ihn verfasst wurde, 655 Schachaufgaben. Dabei nahm er nie an Turnieren teil, da er die Auffassung vertrat, dass die Probleme auch ohne Turniererfolge für sich sprächen. Emanuel Lasker zufolge geht der Begriff Cook für eine Inkorrektheit in einer Schachaufgabe auf Eugene Beauharnais Cook zurück, während Benjamin Glover Laws den Begriff auf einen Ausspruch von Josef Kling zurückführt.

## Werke
- E. B. Cook, W. R. Henry & C. A. Gilberg: American Chess Nuts: A collection of problems, by composers of the western world. Adelmour L. King, Publisher. New York 1868
- The Poetry of Motion in Skating[2]